# NGC 6043A
NGC 6043A is een lensvormig sterrenstelsel in het sterrenbeeld Hercules. Het hemelobject werd op 27 juni 1886 ontdekt door de Amerikaanse astronoom Lewis A. Swift.

## Synoniemen
- MCG 3-41-86
- ZWG 108.109
- DRCG 34-83
- PGC 57019